# Изумрудная улица (Москва)
Изумру́дная у́лица — улица на северо-востоке Москвы, проходит через Бабушкинский и Лосиноостровский районы Северо-восточного административного округа. Изумрудная улица находится между Улицей Лётчика Бабушкина и Норильской улицей. Название получила в 1964 году по предложению жителей района, в связи с её обильным озеленением (по другой версии как «красивое» название). При своем образовании включила в себя бывшую Полевую улицу и часть Осташковского шоссе бывшего города Бабушкин.

## Расположение
Изумрудная улица проходит с юго-запада на северо-восток. Начинается в Бабушкинском районе от улицы Лётчика Бабушкина и продолжается в Лосиноостровском. Пересекает улицы Рудневой и Менжинского, затем Шушенскую и Осташковскую улицы, Осташковский проезд, Минусинскую улицу, Изумрудный проезд и заканчивается на Норильской улице.

## Учреждения и организации
по нечётной стороне:
- сквер с памятником Евгении Рудневой;
- дом 3 — супермаркет «Spar»;
- дом 5 — комбинат школьного питания;
- дом 5, строение 1 — производственно-торговая фирма «Диланес»;
- дом 7 — Стройтэк Лосиноостровский (Северо-Восточного адм. округа);
- дом 11 — ООО «Ронар»;
- дом 11, корпус 1 — дошкольное отделение многопрофильной школы № 1955 (бывший детский сад № 1684);
- дом 13 — информационное агентство «Пари»;
- дом 13, корпус 2 — Netline LLC (Информационные технологии и услуги, онлайн торговля);
- дом 13, корпус 3 — многопрофильная школа № 1955;
- парк «Торфянка» — парк расположен вокруг пруда Торфянка. В 2019 году был обновлен по программе «Мой район»[1] — здесь обустроили амфитеатр, набережную, детские и спортивные площадки, а также установили скульптуру лося[2], символ Лосиноостровского района, у дома 4 по Осташковскому проезду.

по чётной стороне:
- дом 14 — универсам «Пятёрочка»;

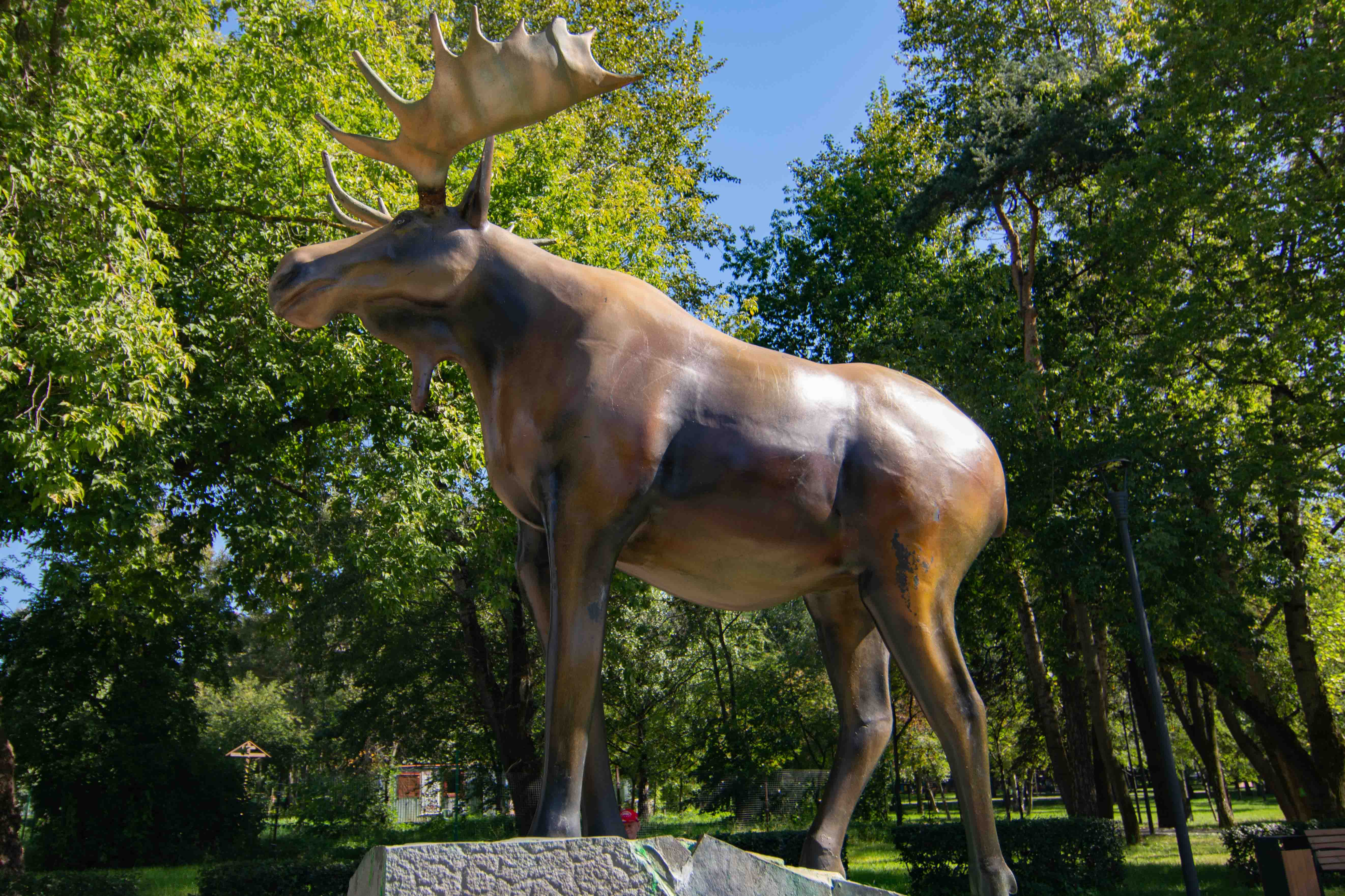
Скульптура «Лось» в парке «Торфянка»

- дом 18 — центр госуслуг района Лосиноостровский;
- дом 20 — универсам «Магнит», Магазин «Радио»;
- дом 30 — РОВД «Лосиноостровский».

## Общественный транспорт
По улице проходят маршруты автобуса (обновлено 04 ноября 2021 года)
- 176 Платформа Лось —  Свиблово — Проезд Русанова (от Изумрудного проезда до Минусинской улицы)
- 185 Платформа Лось —  Свиблово (от Изумрудного проезда до Минусинской улицы)
- 346 Платформа Лось - Раево
- 605 Платформа Лось —  Бабушкинская —  Отрадное — Юрловский проезд (от Изумрудного проезда до улицы Менжинского)

## В литературе
- На Изумрудной улице жил в пятиэтажном доме главный герой книги Макса Фрая «Жалобная книга».
- Герой романа Андрея Круза «Эпоха мёртвых. Начало» жил в Москве на Изумрудной улице.

## Интересные факты
- В сентябре 2007 года в рамках акции «Раскрась Москву» ряд домов на Изумрудной улице был разрисован российскими и голландскими художниками[3].

## Галерея

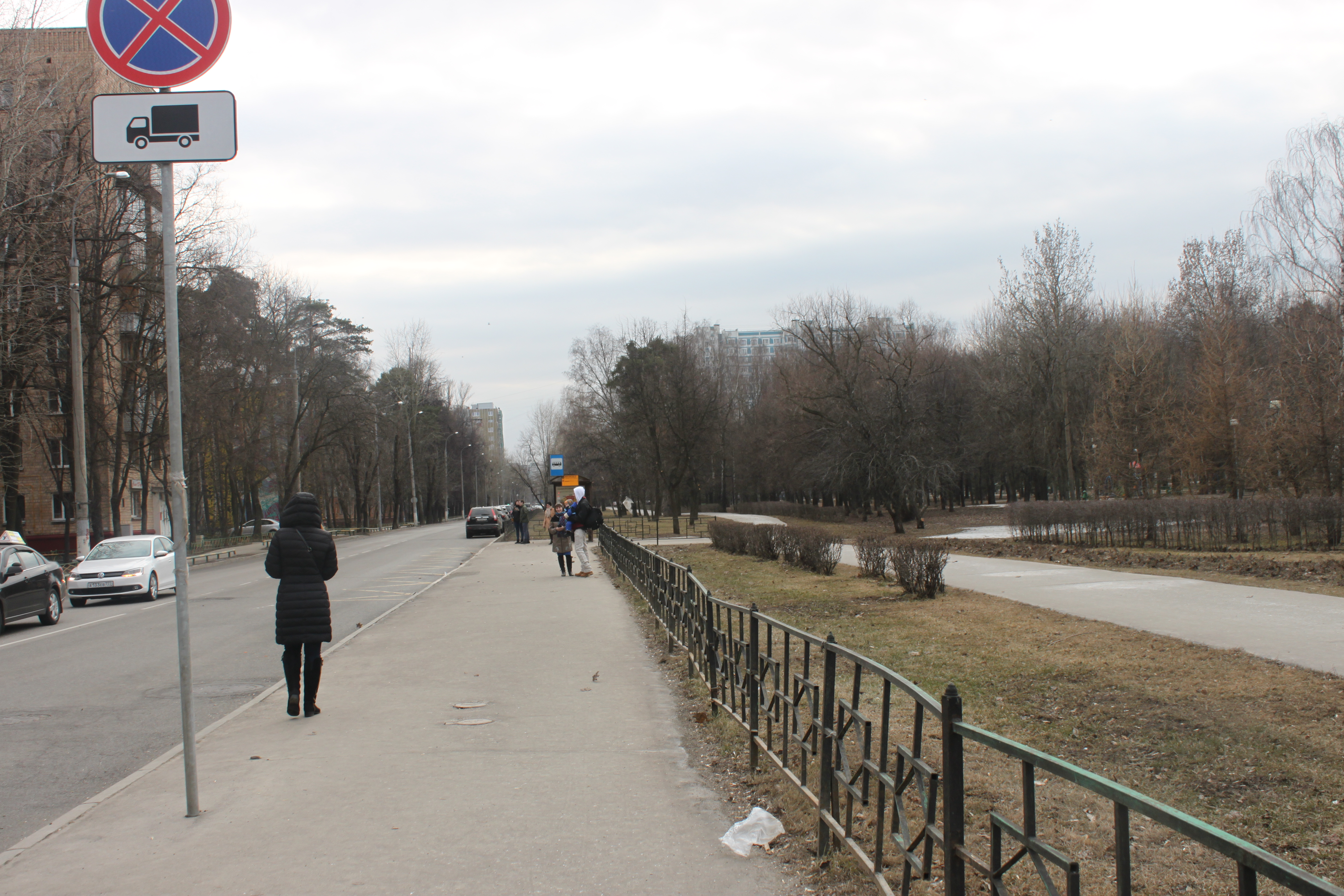
Автобусная остановка на Изумрудной улице
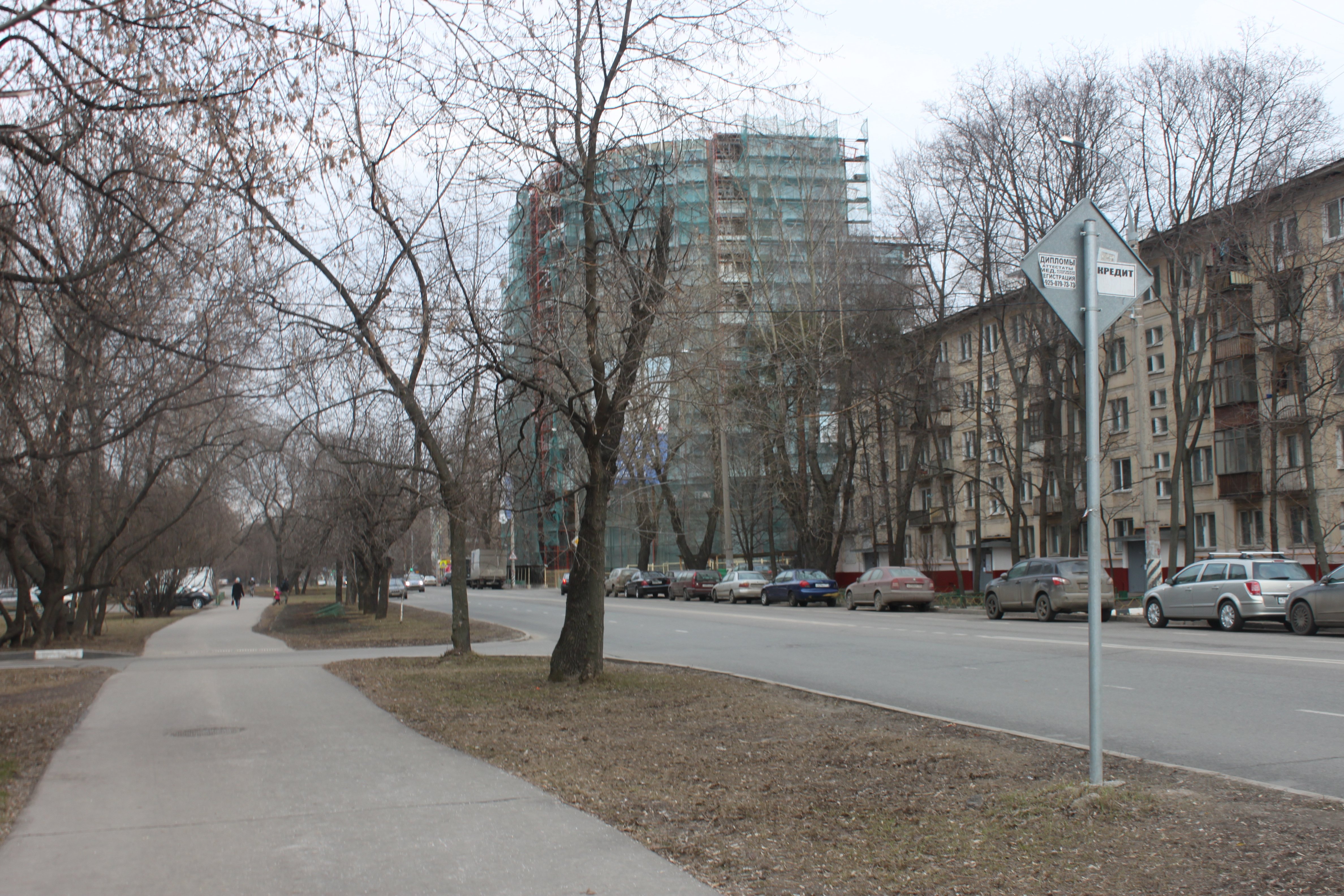
Вид на северо-восток
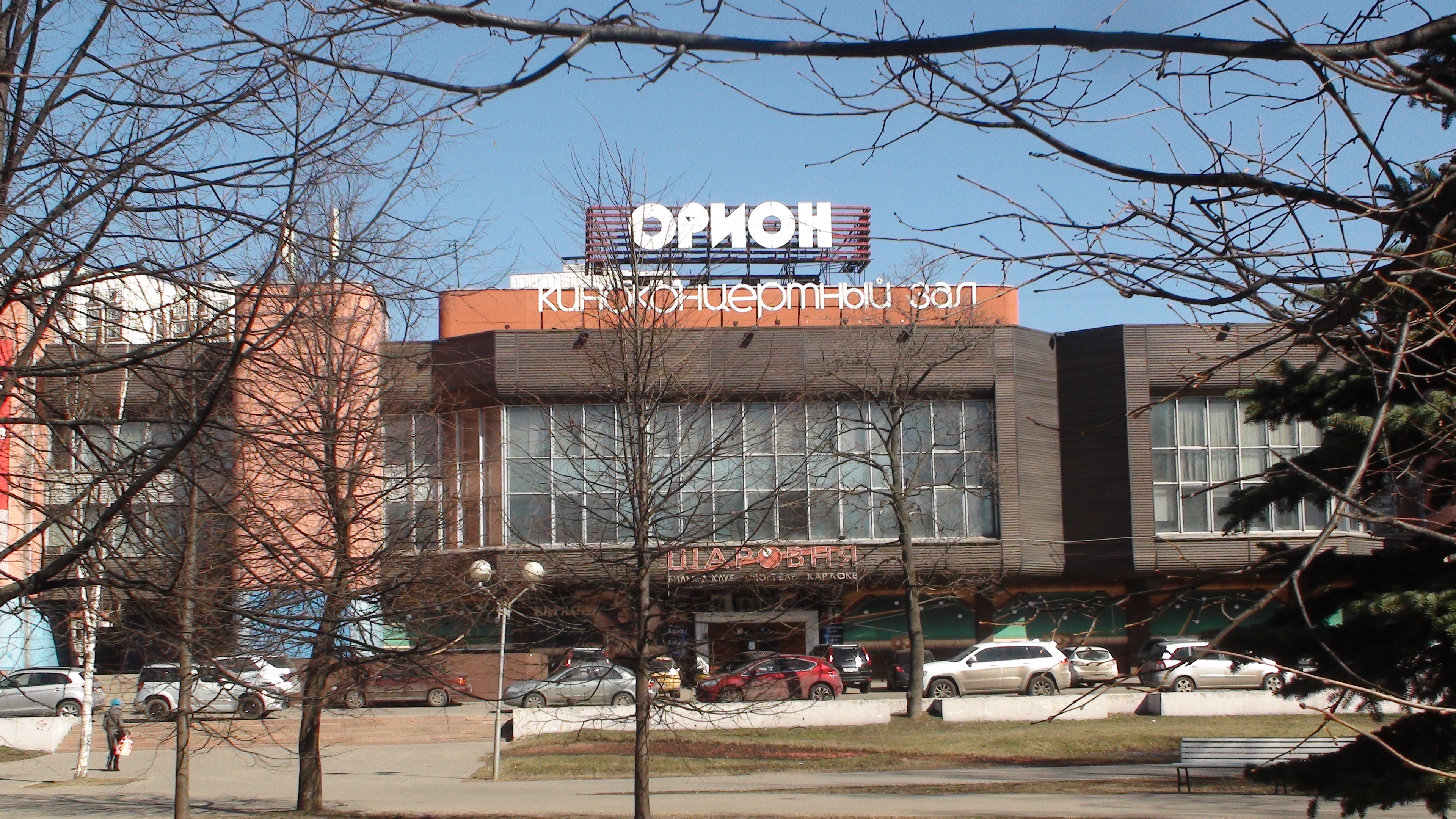
Вид на бывший киноконцертный зал «Орион»
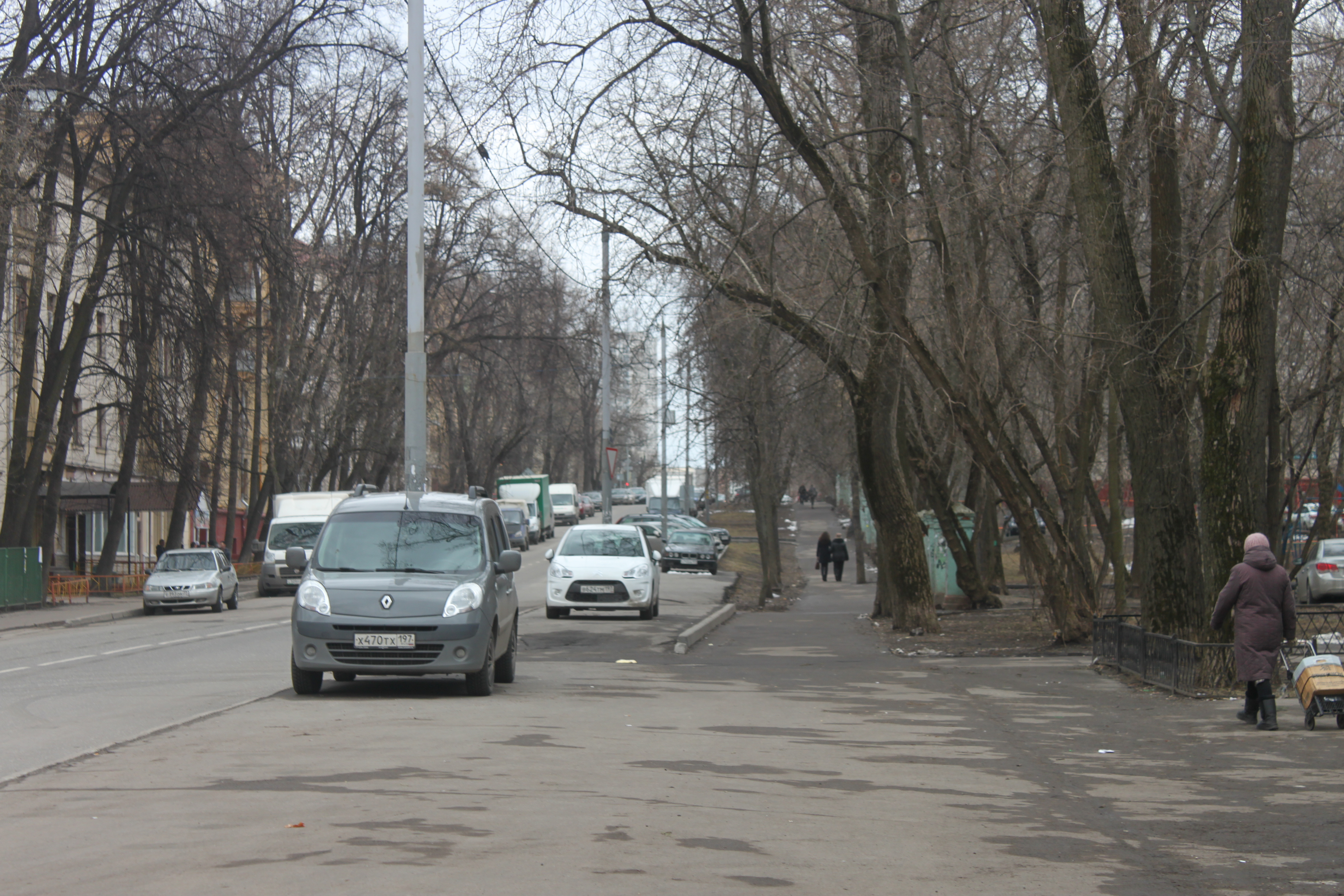
Вид на улицу